# The Old Stagecoach
Pour plus de détails, voir Fiche technique et Distribution.
The Old Stagecoach est un film muet américain réalisé par Fred Huntley et sorti en 1912.

## Fiche technique
- Réalisation : Fred Huntley
- Production : William Nicholas Selig
- Date de sortie :  États-Unis : 11 juin 1912

## Distribution
- Herbert Rawlinson
- Jesse McGaugh
- Frank Richardson
- Frank Clark
- George Hernandez
- Edward H. Philbrook
- Camille Astor
- Lillian Hayward
- Catherine Lederer
- Mary Donnell